# Eremurus parviflorus
Eremurus parviflorus är en grästrädsväxtart som beskrevs av Eduard August von Regel. Eremurus parviflorus ingår i släktet Eremurus och familjen grästrädsväxter. Inga underarter finns listade i Catalogue of Life.